# Andreas Wilson
Andreas Axel Janota Wilson, född 7 mars 1981 i Stockholm, är en svensk skådespelare som slog igenom i rollen som Erik Ponti i filmen Ondskan (2003). 

## Biografi
Wilson växte upp i Täby norr om Stockholm och gick på Tibble Gymnasium. Han är medlem av Långarydssläkten.
Han har spelat i Råttfångaren och i Lars Noréns Detaljer  på Dramaten samt i en brevfilm i programmet Bullen. Han har också varit modell för det amerikanska klädföretaget Abercrombie & Fitch.
2008 vann Andreas Wilson TV-frågesporten Jeopardy!.[källa behövs]
2012 startade han en podcast om juice.

## Privatliv
I september 2010 gifte han sig med modedesignern Nicole Wilson. Paret har två barn tillsammans.

## Filmografi i urval
- 2003 – Ondskan
- 2004 – Gustaf (röst)[9]
- 2005 – Den utvalde
- 2005 – Animal 2005
- 2006 – Babas bilar
- 2006 – Kill Your Darlings
- 2007 – Colorado Avenue
- 2008 – Stone's War
- 2010 – Sebastians Verden
- 2010 – Bicycle Bride
- 2010 – The Italian Key
- 2010 – Pax
- 2012 – Äkta människor (TV-serie)
- 2012 – Benjamin's Flowers (röst)
- 2013 – 112 Aina

## Teater

### Roller
| År   | Roll            | Produktion                    | Regi              | Teater   |
| ---- | --------------- | ----------------------------- | ----------------- | -------- |
| 1998 | Ungdom i staden | Råttfångaren Rikard Bergqvist | Agneta Ehrensvärd | Dramaten |
| 1998 | Pojke           | Kranes konditori Cora Sandel  | Agneta Ehrensvärd | Dramaten |